# Équipe cycliste BMW-Happy Tooth Dental
L'équipe cycliste BMW-Happy Tooth Dental est une équipe cycliste professionnelle féminine basée aux États-Unis. Elle est dirigée par Jonathan Coulter.

## Histoire de l'équipe

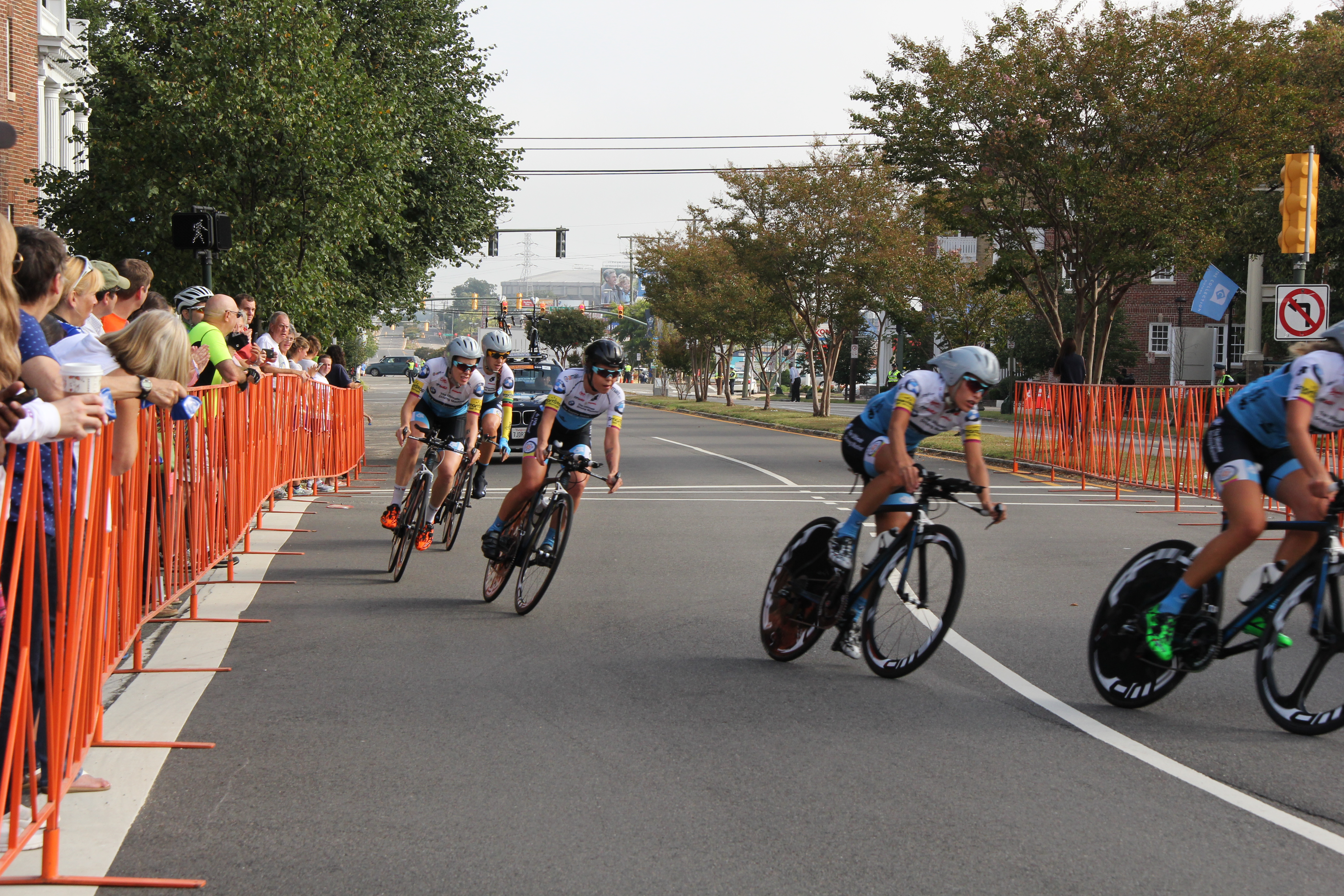
Lors des championnats du monde de contre-la-montre par équipes à Richmond

L'équipe est créée en 2015,.

## Classements UCI
Ce tableau présente les places de l'équipe au classement de l'Union cycliste internationale en fin de saison, ainsi que la meilleure cycliste au classement individuel de chaque saison.
| Année | Classement par équipes | Meilleure coureuse au classement individuel |
| 2015  | 32e                    | Liza Rachetto (293e)                        |

## Encadrement
Jonathan Coulter est le directeur sportif, tandis que Omer Kem est représentant auprès de l'UCI. La coureuse Lindsay Bayer fait également partie de l'équipe de direction.

## Partenaires
Le partenaire principal de l'équipe est le constructeur automobile BMW. Le label pour dentiste Happy Tooth  parraine également la formation. Les vélos proviennent de la marque Blue.

## BMW-Happy Tooth Dental en 2015

### Effectif
| Effectif 2015                     | Effectif 2015     | Effectif 2015              | Effectif 2015                 |
| Cycliste                          | Date de naissance | Pays                       | Équipe précédente             |
| --------------------------------- | ----------------- | -------------------------- | ----------------------------- |
| Elle Anderson                     | 29 mars 1988      | États-Unis                 |                               |
| Lindsay Bayer (1 juill.–31 déc.)  | 31 octobre 1984   | États-Unis                 |                               |
| Kathryn Bertine (28 avr.–31 déc.) | 11 mai 1975       | Saint-Christophe-et-Niévès | Wiggle Honda (2014)           |
| Robin Farina                      | 3 septembre 1977  | États-Unis                 |                               |
| Miranda Griffiths                 | 4 octobre 1981    | Australie                  |                               |
| Korina Huizar                     | 16 septembre 1987 | États-Unis                 |                               |
| Breanne Nalder (5 sept.–31 déc.)  | 2 octobre 1984    | États-Unis                 |                               |
| Liza Rachetto                     | 30 janvier 1974   | États-Unis                 | Forno d'Asolo Colavita (2012) |
| Megan Rathwell                    | 28 septembre 1984 | Canada                     |                               |
| Shoshauna Routley                 | 20 octobre 1986   | Canada                     |                               |
| Rhae-Christie Shaw                | 27 novembre 1975  | Canada                     | Exergy Twenty12 (2012)        |
| Jessica Uebelhart                 | 16 octobre 1990   | Suisse                     | Chirio Forno d'Asolo (2013)   |
| Erica Zaveta                      | 6 septembre 1989  | États-Unis                 |                               |
|                                   |                   |                            |                               |
| Source : UCI                      |                   |                            |                               |

note: Elle Anderson

### Victoires

#### Sur route
Aucune victoire UCI.

### Classement UCI
| Rang | Coureuse           | Points |
| ---- | ------------------ | ------ |
| 293  | Liza Rachetto      | 11     |
| 440  | Jessica Uebelhart  | 6      |
| 476  | Miranda Griffiths  | 4,67   |
| 492  | Rhae-Christie Shaw | 4      |
| 556  | Breanne Nalder     | 3      |
| 645  | Erica Zaveta       | 1      |